# Darkseid
Darkseid es un supervillano ficticio que aparece en los cómics estadounidenses publicados por DC Comics. El personaje fue creado por el escritor y artista Jack Kirby para servir como el principal antagonista de su metaserie "Cuarto mundo", y se vio por primera vez brevemente en Superman's Pal Jimmy Olsen # 134 en diciembre de 1970 antes de ser presentado oficialmente en el primer número de Forever People en febrero de 1971. Kirby modeló la cara de Darkseid en el actor Jack Palance y basó su personalidad en Adolf Hitler y Richard Nixon.
Anteriormente conocido como Uxas, Darkseid es un Nuevo Dios y el tiránico Señor de Apokolips, considerado uno de los seres más poderosos del Universo DC. Su objetivo final es esclavizar al multiverso eliminando toda esperanza y libre albedrío en los seres sintientes. También es el padre de Kalibak, Orión y Grayven, y es uno de los mayores adversarios de Superman y el archienemigo de la Liga de la Justicia. Darkseid era el número 6 en el top 100 villanos de cómics de IGN de todos los tiempos y el número 23 en Wizard 100 mejores villanos de todos los tiempos.
Darkseid ha sido adaptado en varias encarnaciones de medios, habiendo hecho su debut cinematográfico de acción en vivo en la película de DC Extended Universe de 2021, Liga de la Justicia de Zack Snyder, interpretado por Ray Porter. Michael Ironside, Andre Braugher, Tony Todd y otros han proporcionado la voz del personaje en medios que van desde la animación hasta los videojuegos.

## Historia de la publicación
Así como con los dioses de otras mitologías, Darkseid es increíblemente poderoso, pero no puede escapar a su destino final. Se ha predicho que Darkseid se enfrentará a su derrota final a manos de su hijo, Orión, en una batalla cataclísmica en el ardiente Armaghetto de Apokolips. Se suponía que ésta sería la conclusión que ocurriría en el clímax de la serie New Gods, pero la cancelación no prevista de este título llevó la línea argumental de Darkseid a un final poco ceremonioso, y tanto él como Orión fueron incorporados al universo regular de DC Comics, mientras que Jack Kirby se movía a otros proyectos. De acuerdo al escritor Mark Evanier, Jack Kirby modeló a Darkseid basándose en el actor Jack Palance.

## Biografía del personaje ficticio
El Príncipe Uxas, el hijo del Rey Zonuz [Yuga Khan] y la Reina Heggra y el segundo en la línea de sucesión al trono de Apokolips, planeó tomar el control del planeta de manos de su hermano mayor, Drax. Cuando Drax intentó reclamar la legendaria Fuerza Omega, Uxas lo asesinó y reclamó su poder para sí mismo. Su piel se convirtió en piedra, Uxas se rebautizó a sí mismo como Darkseid. En algún momento, se enamoró de una científica y hechicera apokoliptiana llamada Suli, con quien tuvo un hijo, Kalibak. Sin embargo, Heggra ordenó a DeSaad que envenenara a Suli porque creía que estaba corrompiendo a su hijo.
Tras la muerte de Suli, el corazón de Darkseid se enfrió aún más y su desdén por su madre se intensificó cuando ella lo obligó a casarse con una mujer llamada Tigra, con quien tuvo otro hijo, Orión. Buscando venganza contra Heggra por matar a la persona que amaba, Darkseid ordenó a Desaad que la envenenara para poder convertirse finalmente en el monarca supremo de Apokolips. Darkseid luego trató de obligar a Tigra a eliminar a Orión, pero este último finalmente fue intercambiado con el hijo del Izaya, Skophros, como parte de un tratado de paz entre los planetas en guerra de Apokolips y Nuevo Génesis. Este intercambio finalmente se convirtió en un revés para Darkseid, con Orión creciendo para valorar y defender los ideales de New Genesis como un poderoso campeón en oposición a su padre. La profecía predijo que Darkseid encontraría su derrota final a manos de Orión en una batalla catastrófica en el feroz Armaghetto de Apokolips. Del mismo modo, Darkseid y su secuaz de entrenamiento, Abuela Bondad, no pudieron romper el espíritu de Scott Free después de una crianza larga y tortuosa y Free finalmente logró escapar de Apokolips, llevándose consigo a la más poderosa de las Furias Femeninas, Big Barda, como su esposa. Free, ahora conocido como el superhéroe Sr. Milagro, y Barda comenzaron a vivir en la Tierra, y Darkseid usó esta "traición" como pretexto para declarar derogado el tratado con Nuevo Génesis para que los planetas pudieran reanudar su conflicto.
El objetivo de Darkseid era eliminar todo el libre albedrío del universo, suplantando así a la Presencia (el equivalente del Universo DC al Dios Abrahámico) como su Ser Supremo. Con este fin, buscó desentrañar la misteriosa Ecuación Anti-Vida, que otorga a su usuario un control total sobre los pensamientos y emociones de todos los seres vivos del universo. Darkseid había intentado en varias otras ocasiones lograr el dominio del universo a través de otros métodos, sobre todo a través de su secuaz Glorious Godfrey, que podía controlar la mente de las personas con su voz. Tenía un interés especial en la Tierra, ya que creía que los humanos poseen colectivamente dentro de sus mentes la mayoría, si no todos, los fragmentos de la Ecuación Anti-Vida.
Darkseid tenía la intención de sondear las mentes de todos los humanos para reconstruir la Ecuación. Esto lo ha llevado a chocar con muchos superhéroes del Universo DC, sobre todo con el kryptoniano Superman. Darkseid trabajó detrás de escena, usando secuaces superpoderosos en sus planes para derrocar a la Tierra, incluido el trabajo a través de Intergang, un sindicato del crimen que emplea tecnología apokoliptiana y luego se transformó en un culto religioso que adora a Darkseid como el dios del mal.

### La Saga de la Gran Oscuridad
Mil años en el futuro, Darkseid ha estado ausente durante siglos y está casi completamente olvidado. Regresa y entra en conflicto con los campeones de esa época, la Legión de Super-Héroes. Después de usar métodos tanto científicos como mágicos para aumentar su poder, Darkseid transpone los planetas Apokolips y Daxam, lo que coloca a Daxam bajo un sol amarillo y otorga a cada uno de sus habitantes superpoderes kryptonianos iguales a los de Superman. Colocando a los Daxamitas bajo su esclavitud mental, los usa en un intento masivo de conquistar el universo conocido. Sin embargo, finalmente es derrotado por la Legión y muchos de sus aliados.
Al ver a otras deidades como una amenaza, Darkseid invadió la isla de Themyscira para descubrir la ubicación secreta de las deidades olímpicas, planeando derrocar a los atletas olímpicos y robar su poder. Al negarse a ayudar a Darkseid en su loca búsqueda, las amazonas lucharon contra sus tropas Parademon, causando la muerte de la mitad de la población amazona. Wonder Woman pudo vengarse de Darkseid por matar a tantas de sus hermanas al colocar una parte de su propia alma en Darkseid. Esto supuestamente debilitó el poder del dios ya que perdió una parte de su borde oscuro.

### Los Siete Soldados y "Boss Dark Side"
En la serie limitada Mister Miracle de 2005 de Grant Morrison, se reveló que Darkseid finalmente había descubierto la Ecuación Anti-Vida, que luego usó para destruir el Cuarto Mundo por completo. Los Nuevos Dioses huyeron a la Tierra, donde se escondieron. Alto Padre y sus seguidores eran ahora un grupo de personas sin hogar. Metron usaba una silla de ruedas, Black Racer era un anciano blanco en silla de ruedas, DeSaad era un malvado psiquiatra, Abuela Bondad era una proxeneta (o "señora") para las Furias Femeninas y el propio Darkseid ahora era un malvado líder de pandillas al que solo se hace referencia como "Boss Dark Side". Se revela que Darkseid en realidad le dio a Sheeda Norteamérica a cambio de Aurakles, el primer superhéroe de la Tierra. Esto fue, a su vez, puramente para que Darkseid tuviera a Shilo Norman, a quien considera el "Avatar de la Libertad", en sus garras para que eventualmente pudiera destruir a los Nuevos Dioses.

### Crisis Final
Tal como fue profetizado, Orión regresa a la Tierra a través de un tubo boom para su batalla final con Darkseid. Durante la pelea masiva, Orión finalmente lo mata arrancándole el corazón, lo que creó un pozo de fuego de Apokolips de la cavidad torácica de Darkseid (en referencia a la profecía de su batalla final). Cuando Darkseid muere, un Orión maltrecho y herido se aleja del campo de batalla después de haber "ganado" la batalla contra su padre de una vez por todas. Sin embargo, la esencia vital de Darkseid soportó incluso la muerte de su cuerpo y retrocedió en el tiempo, donde renació como "Boss Dark Side", ayudado por sus secuaces resucitados y el supervillano Libra.
Una vez más vinculado a la forma de un ser humano, "Boss Dark Side" comenzó a aparecer en una serie de títulos en el período previo a Crisis final. En Flash vol. 2 #240, lideró un ejército de fanáticos, con su voluntad rota por la "forma hablada" de la Ecuación Anti-Vida, para secuestrar a los Tornado Twins. En Birds of Prey # 118, dirige su Dark Side Club donde los superhumanos luchan hasta la muerte, con el cerebro lavado por las drogas producidas por Bernadeth. En Teen Titans # 59, se reveló que había empleado a los Titanes del Terror para capturar a los Jóvenes Titanes y usarlos en las peleas de su club.
En Final Crisis, Darkseid ha comenzado a apoderarse de la Tierra y corromper el Multiverso con la ayuda de su heraldo Libra, un supervillano renacido y una figura parecida a un anticristo que pronto convierte a gran parte de la Sociedad Secreta de Supervillanos a su causa con la ayuda de la Biblia del Crimen y la Lanza Sagrada. A Darkseid también se unen las almas de sus compañeros malvados Nuevos Dioses, quienes, como Darkseid, ahora poseen cuerpos humanos modificados o los cuerpos de otros seres con superpoderes, como Mary Marvel.
Darkseid también hace arreglos para que el detective Dan Turpin sea atraído al Dark Side Club, donde Turpin se convierte en el "anfitrión final" de Darkseid, ya que su cuerpo Boss Dark Side ha comenzado a momificarse debido a la asquerosa presencia astral de Darkseid. Con su legión de seguidores y aliados ayudándolo en su último "renacimiento", Darkseid conquista con éxito la Tierra con el desencadenamiento de la Ecuación Anti-Vida sobre la humanidad. Sin embargo, el proceso de renacimiento aún está lejos de completarse ya que la mente y el alma de Dan Turpin, aunque corrompidas por la esencia de Darkseid, aún mantienen un control firme sobre su cuerpo. Sin embargo, en el mismo momento, Shilo Norman, la "Encarnación de la libertad", recibe un disparo de los operativos de S.H.A.D.E., señalando así la "Victoria del Mal". Darkseid gana el control sobre el cuerpo de Turpin, ahora retorcido en una copia cercana de su apariencia anterior de Apokoliptan, y con una versión actualizada de su armadura de batalla. Darkseid luego obtiene todo su poder, su "caída" tiene el efecto de comprimir y arrugar el espacio-tiempo alrededor de la Tierra.
Después de escapar del cautiverio, Batman dispara a Darkseid con la misma bala de radion que mató a Orión, mientras que Darkseid simultáneamente golpea a Batman con el Rayo Omega, lo envía atrás en el tiempo y luego "infecta" a Batman con energía Omega que hará que salte hacia adelante en el tiempo. con resultados desastrosos cuando llega al presente. Darkseid está mortalmente herido, pero no antes de que su Omega Sanction teletransporte a Batman a tiempos prehistóricos. Los restos que se cree que son de Batman (que luego se reveló que son los últimos de los muchos clones de Batman que creó Darkseid) son encontrados por Superman, quien se enfrenta a Darkseid. Mientras Darkseid se burla de su antiguo enemigo por no defender la Tierra, surge que en la caída de Darkseid a través del multiverso, creó una singularidad del fin del mundo que ahora amenaza toda la existencia. Cuando Superman intenta agredirlo físicamente, Darkseid revela que ahora existe dentro de los cuerpos de todos aquellos que cayeron bajo el poder de la Ecuación Anti-Vida y que matar a Darkseid matará a la humanidad. Darkseid luego recarga el arma que se usó para dispararle, para matar a Orion disparando la bala hacia atrás en el tiempo (un movimiento que Superman considera un suicidio debido a la naturaleza paradójica de sus acciones: la bala utilizada para matar a Orion finalmente se dispara a él por Batman y ahora lo está envenenando hasta la muerte).
Antes de que Darkseid pueda usar el Efecto Omega para matar a Superman, Barry Allen y Wally West llevan al Black Racer a Darkseid y al contactarlo libera a Turpin del control de Darkseid. Wonder Woman (habiendo sido liberada de la posesión por uno de los secuaces de Darkseid) luego usa su lazo de la verdad para unir la forma espiritual de Darkseid, liberando efectivamente a la humanidad de la Ecuación Anti-Vida y siendo controlada por Darkseid. En su esfuerzo final, aparece la esencia incorpórea de Darkseid y trata de apoderarse de la máquina milagrosa que Superman ha creado; sin embargo, Superman usa contra-vibraciones para destruirlo. Además, la última pieza del plan de Darkseid falla cuando Batman, gracias a las acciones del nuevo Batman (Dick Grayson), Red Robin (Tim Drake), Robin (Damian Wayne) y la Liga de la Justicia, puede regresar a salvo al presente, consumiendo la Energía Omega en su cuerpo sin dañar más la corriente del tiempo, convirtiéndose así en el segundo individuo, junto con Sr. Milagro, en escapar de la Sanción Omega.
Doctor Imposible luego manipula al Sindicato del Crimen de América para que lo ayude a resucitar a Darkseid a través de una máquina que extrae energía del propio Multiverso. La resurrección fracasa y, en cambio, crea un nuevo ser conocido como el Hombre Omega.

### The New 52
En septiembre de 2011, The New 52 reinició la continuidad de DC. En esta nueva línea de tiempo, el nombre de Darkseid es invocado por primera vez por un Parademonio en Justice League #1. Más tarde se le vuelve a mencionar en Justice League #2, y en Justice League #3 Darkseid hace su primera aparición en la serie, visto en una visión de Victor Stone después de ser herido por la explosión de una Caja Madre. En las páginas finales de Justice League #4, aparece el propio Darkseid. En Justice League #5, la Liga lo confronta pero son dominados por él, cuando hiere severamente a Superman con sus Omega Beams y rompe el brazo de Green Lantern. Finalmente, en Justice League #6, Darkseid es expulsado cuando Cyborg activa las Cajas Madre de los invasores y Superman lo fuerza a través de un boom tube. Los incidentes que ocurren en estos números hacen de Darkseid el primer enemigo al que se enfrenta la Liga recién formada como equipo. El número también revela a DeSaad y Steppenwolf, refiriéndose a la hija de Darkseid y su incesante búsqueda de ella a través de innumerables mundos. La hija de Darkseid escapa de la contención en Justice League of America's Vibe #7 después de que los amortiguadores de su jaula se desactivan temporalmente.
En la continuidad de New 52, solo hay un conjunto de Nuevos Dioses en todo el 52 Multiverso. Entonces, cuando Darkseid invade Tierra Prima en Justice League, envía a su lugarteniente Steppenwolf para que haga lo mismo, con mayor éxito, en Tierra-2, lo que resulta en la muerte de Batman, Superman y Wonder Woman, y deja varados a Helena Wayne y Kara Zor-L. en la Tierra Principal. Cinco años después, Darkseid vuelve a invadir la Tierra 2, que nunca se recuperó por completo del asalto anterior de sus ejércitos, y se revela que él y Alto padre de Nuevo Genesis llegaron a un acuerdo que le otorgaba el derecho indiscutible de invadir la Tierra 2.
En Darkseid #1, se reveló su historia de fondo. Anteriormente un granjero llamado Uxas, odiaba a las deidades de su mundo. Así que viajó hasta su montaña mientras dormían y los engañó a todos para que pelearan entre sí. Como todos estaban debilitados por la guerra, los mató uno por uno con su guadaña (similar a Cronos de la mitología griega) y robó su poder, antes de destruir su mundo y crear Apokolips.
En Justice League: The Darkseid War (después del retiro del sello "New 52"), Darkseid entra en conflicto con el Anti-Monitor. La hija de Darkseid, Grail, lleva al Anti-Monitor, que se revela como un científico llamado Mobius, a Darkseid para que el primero mate al segundo. Mobius cree que con la muerte de Darkseid, quedará libre de ser el Anti-Monitor. Después de una intensa batalla, el Anti-Monitor fusiona el Black Racer con Flash y lo envía tras Darkseid. Usando Flash fusionado y sus propios poderes, mata a Darkseid. Con Darkseid muerto, el universo está desequilibrado ya que ha perdido a su Dios del Mal. Más tarde, Lex Luthor se fusionaría con la Sanción Omega, convirtiéndose en el nuevo gobernante de Apokolips.
Después de matar al Anti-Monitor usando un Steve Trevor impulsado por la Ecuación Anti-Vida, Grail luego resucitaría a Darkseid a través del hijo recién nacido de Superwoman. El niño tiene los mismos poderes que su padre Mazahs, con la capacidad de robar los poderes de los demás. Al robar las nuevas habilidades de "Dios" de la Liga de la Justicia, Grail las fusiona con el niño y le devuelve la vida a Darkseid. Sin embargo, él está bajo su completo control. Grail luego intenta redimirse aparentemente matando a Darkseid con la Ecuación Anti-Vida. Sin embargo, más tarde se revela que ella lo reencarnó como un bebé con la intención de enseñarle de manera diferente.

### DC Rebirth
Darkseid (cuando era un bebé) aparece en DC Universe: Rebirth # 1, donde Grail le cuenta sobre el hermano perdido de Wonder Woman, Jason.
Bebé Darkseid reaparece en Dark Nights: Metal, donde se muestra que Batman lo robó del Grial y tiene la intención de usar los Omega Beams para retroceder en el tiempo. Esto nunca llega a buen término y Darkseid es devuelto o recuperado por Grail.
Algún tiempo después, Darkseid maduró hasta convertirse en un niño pequeño y, usando la telepatía, exigió que necesitaba darse un festín con los dioses antiguos para volver a su antiguo yo. Después de matar a los agentes de ARGUS que los estaban persiguiendo, Darkseid y Grail comenzaron a cazar y tomar la fuerza vital de los hijos semidioses de Zeus, matando a varios, incluidos Perseo y Hércules, y creciendo hasta alcanzar el tamaño de un niño. Después de reclutar a Jason y atraer a Wonder Woman hacia él, Darkseid envejece una vez más hasta convertirse en un hombre joven. Él mismo lucha contra la Mujer Maravilla y cuando comienza a drenar su fuerza vital, Jason lo traiciona. Cuando Zeus aparece y se transforma en su verdadera forma, Darkseid lucha contra el dios olímpico y destruye su entorno en su pelea. Cuando toman un Boom Tube a Manila, Filipinas, Zeus agarra a Darkseid y desata rayos sobre él. Sin embargo, Darkseid revela que planeó esto y que su verdadero objetivo era el mismo Zeus, y comienza a drenarlo y matarlo, devolviendo a Darkseid a su yo original. Cuando llega el resto de la Liga de la Justicia, Darkseid decide que es mejor no luchar contra ellos, ya que no quiere arriesgarse a revelar sus grandes planes, y se va rápidamente a través de un Boom Tube con Grail.

### Prime Darkseid
Durante la era de la "Frontera Infinita", como resultado de la expansión del Multiverso a un Omniverso, Darkseid queda atrapado en Tierra-Omega. Recuperó su forma original al fusionarse con todos sus diversos seres en el multiverso, a quienes declara que son todos Darkseid menores. Sin un suplente en ningún otro universo, se convierte en Prime Darkseid. Los antiguos secuaces de Darkseid finalmente se reúnen con él en Tierra-Omega y permanecen a su lado mientras gana un nuevo seguidor llamado X-Tract (una versión de Cameron Chase de la original Tierra-2).

## Poderes y habilidades
Como Nuevo Dios, Darkseid se encuentra entre los seres más poderosos del Universo DC, con inmortalidad, inmensa fuerza y muchas habilidades.
Su habilidad más conocida y utilizada es disparar Rayos Omega desde sus ojos. Alimentados por una fuente de energía cósmica llamada "Efecto Omega", los rayos son una forma intensa de energía calentada que puede actuar como una fuerza de conmoción, puede desintegrar organismos u objetos, puede hacer que un objetivo nunca haya existido y puede resucitar seres caídos. asesinado por ellos. Durante la Crisis Final, Darkseid usó sus Rayos Omega para otorgar poder a Mary Marvel, y sus poderes luego se basaron en Anti-Vida en lugar de magia. Darkseid tiene un control preciso de esta energía y puede dirigir los rayos para que viajen en línea recta, se curven alrededor de las esquinas e incluso atraviesen la materia u otras formas de energía. Algunos seres con superpoderes, como Superman y Doomsday, puede resistir los Rayos, aunque en el caso de Superman, con mucho dolor. Orión y Diana pudieron desviarlos, Firestorm una vez usó sus poderes para redirigirlos y, en una historia cruzada, Galactus no se vio afectado por ellos. Darkseid a veces usa los rayos para castigar a aquellos que le fallan pero que son demasiado valiosos para matarlos directamente.
Darkseid puede teletransportarse a sí mismo o a otros a través del tiempo y el espacio.
Su Sanción Omega atrapa a los organismos en una serie de realidades alternativas en las que mueren. A su muerte, resucitan en una nueva realidad, en la que mueren de una forma peor y más dolorosa que la anterior.
Darkseid se representa como inmensamente fuerte. Rompió sin esfuerzo un anillo de Linterna Verde con sus propias manos, venció fácilmente a dos kryptonianos a la vez y derrotó a toda la Liga de la Justicia. Puede moverse a gran velocidad, una vez que toma a Superman con la guardia baja, y puede reaccionar en nanosegundos. Incluso sin todo su poder y fuerza, Darkseid se ha defendido contra un dios olímpico como Zeus. Puede aumentar su tamaño físico, siendo su verdadera forma como un Nuevo Dios casi incomprensiblemente masivo.
Darkseid tiene poderes de telepatía y telequinesis, y puede crear avatares psiónicos.
En "The Great Darkness Saga", Darkseid mostró una variedad de poderes similares a los de una deidad, como transponer las posiciones de dos planetas en diferentes sistemas solares, tomar el control mental de toda la población de un planeta, absorber instantáneamente toda la información de otro ser. mente, pronunciando una maldición, manifestando los peores temores de otros seres como realidades, y derrotando fácilmente a seres increíblemente poderosos como Mon-El, Mordru y Time Trapper. También ha mostrado habilidades piadosas al sentir la muerte de su hijo Orión y las fluctuaciones de la energía de la "Ola de Dios".
Darkseid es un combatiente cuerpo a cuerpo altamente calificado que ha sido entrenado en el arte de la guerra en Apokolips. La combinación de sus poderes sobrehumanos con sus habilidades de combate lo convierte en uno de los seres más fuertes del Universo DC. Es competente en el uso de varias armas, aunque rara vez las usa debido a otros poderes como los Omega Beams.
A pesar de los extraordinarios poderes físicos de Darkseid, rara vez se involucra personalmente en confrontaciones, ya que prefiere usar su intelecto sobrehumano para manipular o controlar a otros para sus fines.
Como gobernante de Apokolips, Darkseid tiene acceso a todos sus recursos militares y tecnológicos.
Si bien Darkseid es una deidad e inmortal, habiendo vivido varios cientos de miles de años, no es invencible y ha sido asesinado en varias ocasiones. Darkseid es capaz de drenar la fuerza vital de otros seres divinos para rejuvenecerse o recuperar todo su poder. Los semidioses son capaces de rejuvenecer lentamente a Darkseid, pero un dios (como Zeus) puede devolver a Darkseid a su forma original drenando a los semidioses.

## Otras versiones
Darkseid hace su primera aparición oficial en el Capítulo 22 del cómic Injustice: Dioses entre nosotros en Apokolips. Se le ve supervisando la tortura de una figura invisible cuando su hijo Kalibak se le acerca. Kalibak informa a su padre del alto el fuego mundial de Superman en la Tierra. Darkseid reflexiona si Superman ha comenzado a ablandarse antes de que Kalibak pida llevar un grupo de guerra para investigar personalmente. Cuando Kalibak ve a quién está torturando Darkseid, el señor de Apokolips confirma la identidad del hombre antes de decir: "Cometió un error". Cuando Kalibak pregunta si lo pueden matar, Darkseid reprende a su hijo: "Por supuesto que no. ¿Quién vendría por él?". Luego permite que Kalibak se vaya, y le pide que mate al kryptoniano y tome la Tierra. Darkseid sonríe para sí mismo mientras pide que lo dejen solo con su prisionero: Black Racer, la muerte misma, mientras Darkseid reanuda su tortura. En Injustice Annual, Darkseid contrata al cazarrecompensas Lobo para ir a la Tierra y matar a Superman en represalia por la muerte de Kalibak a manos del Hombre de Acero. Sin embargo, Lobo regresa algún tiempo después de una sesión de 'terapia' con Harley Quinn y descaradamente desafía al Señor del Terror a una batalla. Más tarde, bajo el mando de Darkseid, Ares manipula a la Liga de la Justicia para luchar contra los dioses griegos. El intento, aunque inicialmente exitoso, es desactivado por la intervención de Batman y Alto padre. Los dioses griegos parten sin más conflictos y Superman lleva a Ares a Darkseid para torturarlo a cambio de que Darkseid, Ares y sus subordinados "nunca pongan un pie en la Tierra".
En un cómic cruzado Injustice vs. Masters of the Universe, Darkseid y las fuerzas de Apokolips invadieron la Tierra y Eternia para tomar el poder de Grayskull y alcanzar el Nexus de Todas las Realidades. Allí, con su Soul Siphon (un pseudo-Infinity Gauntlet) y la Ecuación Anti-Vida, Darkseid planeó reescribir y esclavizar una nueva realidad. Resultó que Skeletor estuvo trabajando con Darkseid todo este tiempo ya que también quería ingresar al Castillo Grayskull. Cooptó en secreto el poder de Shazam para hacer su propia espada de energía, y luchó con Darkseid para controlar el Nexus. Cuando Darkseid irrumpe en el Castillo Grayskull y se prepara para usar la Ecuación Anti-Vida, junto con el Orbe de Poder de la Hechicera de Eternia, para envenenar el multiverso, Skeletor lo traiciona y ataca. Ahora tiene poder, al estilo de Black Adam, debido a la Roca de la Eternidad, y quiere todo ese poder para él. Sin embargo, Darkseid demuestra ser demasiado poderoso y golpea al mago oscuro, golpeándolo hasta someterlo por su traición. Con la ayuda de Supergirl, Batman y Superman, la tripulación de He-Man y la Liga derrotan a las fuerzas de Darkseid y la legión residual que Skeletor tenía allí ocupando las tierras. Eso brinda una oportunidad para que Superman vuele y sorprenda al gobernante de Apokolips. Con el foco del villano en Superman, He-Man tiende una emboscada al Nuevo Dios y lo apuñala en el pecho con su espada de poder inactiva, que penetra la armadura de Darkseid. En lugar de ser un golpe mortal en toda regla en el plano físico, en realidad quita la esencia de Darkseid de la realidad y lo convierte en conocimiento, que los ancianos de Grayskull almacenan dentro del castillo. Superman observa cómo Darkseid se marchita en el abismo, convirtiéndose en lo que buscaba. Después de la muerte de Darkseid, Superman traicionó a todos y mató a Skeletor para apoderarse del máximo poder para sí mismo y toma la espada/orbe, se pone el sifón de almas de Darkseid y se prepara para entrar en el Nexus de Todas las Realidades. He-Man volvió a enfrentarse al Hombre de Acero y, con su magia sobrenatural, desintegró al kryptoniano y ayudó a salvar todos los reinos. Eternia estaba en paz nuevamente con Hechicera y Zatanna trabajando para garantizar que no surgieran amenazas futuras como Skeletor o Darkseid.

## En otros medios

### Televisión

#### Acción en vivo
- Darkseid aparece en la décima y última temporada de Smallville.[48] Los productores de la serie comentaron que el personaje serviría como fuerza impulsora a lo largo de la temporada. Esta iteración aparece principalmente como un ser no corpóreo con fuerza sobrehumana, telequinesis y la capacidad de transformarse en humo.[49] Según Carter Hall, Darkseid estuvo presente en la Tierra durante muchas de las horas más oscuras de la humanidad, incluida la Inquisición española y el Tercer Reich. Abuela Bondad afirma que Kali, Hades y Lucifer son todos nombres con los que Darkseid ha sido llamado en la Tierra. Después de despertar de una grieta en el universo, Darkseid instiga el movimiento anti-vigilante y corrompe a innumerables humanos, incluidos Gordon Godfrey y el General Slade Wilson, para llevar a Apokolips a través del espacio y hacia la Tierra. En el final de la serie de dos partes, Darkseid aparentemente es destruido por Clark Kent mientras posee a Lionel Luthor de Tierra-2, habiendo hecho un trato para resucitar a Lex Luthor a cambio del cuerpo de Lionel.[50]En la continuación del cómic, sin embargo, se revela que Darkseid logró sobrevivir y restaurar su forma física.[51]

#### Animación
- Darkseid aparece en Super Friends: The Legendary Super Powers Show (1984) y The Super Powers Team: Galactic Guardians (1985), con la voz de Frank Welker.
- Darkseid aparece de forma destacada en varias series de televisión ambientadas en el Universo animado de DC, con la voz de Michael Ironside.[52]
  - Aparece como un adversario recurrente en Superman: La Serie Animada. Los planetas Apokolips y Nuevo Génesis han estado en guerra durante eones hasta que se formó un tratado de paz intercambiando a los hijos de sus gobernantes; El hijo de Darkseid, Orión, con el hijo del Alto padre, Sr. Milagro. A pesar de esta tregua, Darkseid busca la legendaria Ecuación Anti-Vida para rehacer el universo a su imagen y semejanza.[53] Tras los repetidos fracasos de sus subordinados,[54][55] Darkseid derrota personalmente a Superman y asesina a Dan Turpin y casi logra conquistar la Tierra hasta que las fuerzas de Nuevo Génesis declaran que el planeta está bajo su protección.[56][57] Posteriormente, Darkseid le lava el cerebro a Superman para que pensara que es su hijo adoptivo e invadiera la Tierra por él.[58] Superman se libera de la influencia de Darkseid y lo confronta en Apokolips. Mientras Darkseid se prepara para matar a Superman con sus Omega Beams, Superman cubre los ojos del Señor de Apokolips y provoca una explosión masiva. Para sorpresa de Superman, los esclavos de Darkseid acuden voluntariamente en su ayuda mientras explica: "Soy muchas cosas, Kal-El, pero aquí, soy Dios".[59]
  - El personaje también aparece en Liga de la Justicia. Darkseid busca la ayuda de la Liga de la Justicia para evitar que Brainiac destruya Apokolips.[60] La Liga pronto se entera de que Darkseid y Brainiac están trabajando juntos; a cambio de atraer a Superman a Brainiac, Apokolips se salvaría. Darkseid traiciona a Brainiac anulando su circuito para encontrar la Ecuación Anti-Vida. Orión, quien fue traído desde Nuevo Génesis por Batman y Wonder Woman a petición de Superman, llega a ayudar en el enfrentamiento contra su padre Darkseid. Cuando la base de Brainiac comienza a autodestruirse debido a la interferencia de la Liga, Superman derrota a Darkseid, pero se le impide matarlo cuando Batman usa el boom tube y los lleva a un lugar seguro. Darkseid llama perdedor a Superman con indiferencia antes de que la base explote.[61]
  - Darkseid regresa en los dos últimos episodios de Liga de la Justicia Ilimitada. Lex Luthor viaja a las ruinas de la base de asteroides de Brainiac para reconstruirlo, pero resucita a Darkseid, quien reúne sus fuerzas en Apokolips para vengarse de Superman.[62]Tras la aprobación y orden de Superman, Batman y Wonder Woman, La Liga de la Justicia y la Sociedad Secreta de Luthor unen sus fuerzas para frustrar la invasión a la Tierra por parte de Darkseid. Durante el enfrentamiento, Batman se convierte en la primera y única persona que logra evadir los Omega Beams de Darkseid, lo cual deja sorprendido al gobernante de Apokolips. Una larga batalla en Metrópolis culmina cuando Darkseid derrota a Superman. Luthor, después de haber visitado el Muro de la Fuente, interviene antes de que Darkseid pueda matar a Superman y le ofrece la Ecuación Anti-Vida. Los dos se deleitan con su belleza antes de desaparecer en un destello de luz.[63]
- Darkseid aparece en Batman: The Brave and the Bold, con la voz de Michael-Leon Wooley.[64][65] En el episodio "¡Darkseid descendente!", Darkseid lidera las fuerzas de Apokolips en una invasión de la Tierra, solo para ser desafiado por Batman y su nueva Liga de la Justicia. Después de derrotar a la Liga, Darkseid es incitado a pelear con Batman después de que el héroe implica que es simplemente un cobarde que se esconde detrás de sus habilidades de deidad. Aunque Darkseid gana posteriormente esta pelea, él y su ejército son enviados de vuelta a Apokolips por la Pregunta habiéndose infiltrado en el grupo de secuaces de Darkseid y revertido los Tubos Boom que los habían traído a la Tierra. Darkseid hace un cameo en el episodio "¡Sin poder!" donde aparece en un simulador de entrenamiento para ayudar al Capitán Átomo a combatir el crimen después de que sus poderes fueron retirados por Major Force. Sin embargo, la simulación de Darkseid derrota fácilmente al Capitán Átomo.
- Darkseid aparece en Young Justice, nuevamente con la voz de Michael-Leon Wooley. Durante el final de la segunda temporada "Endgame", Vandal Savage se encuentra con Darkseid en Apokolips. En la tercera temporada, se revela que Darkseid invadió la Tierra en el siglo XIII e hizo un trato con Savage; los dos se ayudarían mutuamente en sus respectivas conquistas y cuando la Tierra y Apokolips son los únicos dos mundos que quedan, una batalla final determinaría quién controla el universo. En la narrativa actual, Abuela Bondad le informa a Darkseid que la Ecuación Anti-Vida está dentro de Halo.
- Darkseid aparece en Teen Titans Go!, con la voz de «Weird Al» Yankovic.[66][67] El episodio de dos partes presenta a los Titanes y la Liga de la Justicia. Ha capturado la Liga de la Justicia y los Teen Titans viajan a Apokolips para luchar contra él. La voz profunda fue el resultado de un resfriado que tuvo y no pudo ser tomado en serio por los Titanes después de que tomó una gota fría, comparando su voz real es similar a "Weird Al". Darkseid conspiró para destruir la Tierra y "Weird Al", a quien consideraba más malvado que él mismo por estafar a las obras de otros artistas musicales. Mientras que los otros Titanes no pudieron derrotar a Darkseid, terminó siendo derrotado por Cyborg. En el episodio "The Streak" Pt. 1, Darkseid se mostró en Jump City con dulces y arrojó su envoltorio al suelo solo para que Robin lo golpeara lo suficiente como para arrojar el envoltorio al bote de basura cercano.
- Darkseid aparece en Justice League Action, con la voz de Jonathan Adams.[68]
- Darkseid aparece en DC Super Hero Girls, con la voz de John DiMaggio. Para sus primeras apariciones en el programa web, Darkseid se hizo pasar por el profesor de matemáticas Dr. Seid. En "My So Called Anti-Life", el Dr. Seid engaña a las Súper Héroes para que resuelvan la Ecuación Anti-Vida para él y lo evalúen. Una vez que se resuelve, Darkseid revela su verdadera forma, explica que los ataques anteriores de Abuela Bondad y sus secuaces fueron sus intentos de conquistar la Tierra, y utiliza la Ecuación Anti-Vida para convertir lentamente a la población de la Tierra en duplicados de sí mismo. Batgirl, Harley Quinn, Bumblebee y Raven, quienes lograron esquivar los efectos de la Ecuación, logran que las personas vuelvan a la normalidad al recordarles su verdadero ser, al que se refieren como "agregar nuevas variables a la ecuación para cambiar la respuesta". Después de una breve pelea con los héroes restaurados, Darkseid se retira, jurando venganza.
- Darkseid aparece en Harley Quinn, nuevamente con la voz de Michael Ironside.

### Película

#### Acción en vivo
- En 2014, el director de cine Bryan Singer reveló que durante el desarrollo temprano de la secuela de Superman Returns, Darkseid fue considerado el principal antagonista.[69]

#### Universo extendido de DC
Darkseid aparece en el Universo extendido de DC.
- Se alude por primera vez al personaje en Batman v Superman: Dawn of Justice (2016). Durante una secuencia de Knightmare, Bruce Wayne experimenta una visión del futuro en la que Darkseid se ha apoderado de la Tierra y usa la Ecuación Anti-Vida en manipular a Superman para que se convierta en su sirviente.
- Darkseid se menciona en el estreno en cines de 2017 de Liga de la Justicia y aparece en la versión del director de 2021 de Zack Snyder, interpretado por Ray Porter. En la última versión de la película, Darkseid le da a su lugarteniente caído en desgracia, Steppenwolf, la oportunidad de redimirse al usar tres cajas madre para terraformar y conquistar la Tierra en su nombre. Después de que Steppenwolf falla debido al frente unido de héroes conocido como la Liga de la Justicia, Darkseid promete extraer él mismo la Ecuación Anti-Vida de la Tierra.
- Darkseid estaba programado para aparecer en New Gods, antes de su cancelación en abril de 2021.[70][71] En ella tendríamos a Ava DuVernay como directora y guionista, el otro guionista habría sido Tom King, Darkseid iba a aparecerá en esta película, se desconoce si querían que Ray Porter repitiese su papel del corte original de Liga de la Justicia. En sus ideas originales, Aaron Michael Johnson, iba a ser el encargado del guion, quien vincularía a los Nuevos Dioses junto a los Dioses Griegos y las Amazonas, apareciendo en la masacre de Ares contra los Dioses Griegos, las Furias Femeninas estaban relacionadas con las Amazonas.

#### Animación
- Darkseid aparece como el principal antagonista en la película animada directa al video Superman/Batman: Apocalypse (2010), con la voz de Andre Braugher.[72] Le lava el cerebro a Kara Zor-El para que reemplace a Big Barda como comandante de sus Furias Femeninas, solo para que Superman, Batman y Wonder Woman viajen a Apokolips para liberar a Kara de su influencia. Darkseid luego embosca a Superman y Kara en su granja en Smallville, pero es transportado a través de un tubo boom antes de que pueda matarlos.
- Darkseid aparece en el Universo de Películas Animadas de DC con la voz de Steve Blum en Justice League: War y Tony Todd para apariciones posteriores.
  - En Justice League: War (2014), Darkseid y sus fuerzas intentan invadir y terraformar la Tierra solo para ser enviados de regreso a Apokolips a través de Boom Tube por un grupo de héroes que se unen para formar la Liga de la Justicia.
  - En Reign of the Supermen (2019), se revela que Darkseid es el cerebro detrás de los eventos de la película anterior, ya que es responsable de la creación de Doomsday y la transformación de Hank Henshaw en Cyborg Superman como un medio para orquestar una segunda invasión de Tierra.
  - En la película final Justice League Dark: Apokolips War (2020), Darkseid crea un ejército de "Paradooms" (híbridos de Parademons y Doomsday clones) y brutalmente asesinados héroes y villanos antes de conquistar la Tierra.[73] Años más tarde, Superman y los otros sobrevivientes de la invasión lanzan un ataque coordinado contra Apokolips, liberando a varios héroes mutilados como Cyborg y Batman de la influencia de Darkseid y usando al demonio Trigon contra él. Usando las conexiones con el planeta, Cyborg sacrifica su vida para enviarse a sí mismo, a Darkseid, Trigon y Apokolips al olvido.
- Darkseid aparece como en la película animada Lego DC Comics Super Heroes: Justice League vs. Bizarro League, con la voz de Tony Todd. Se aprovecha de la nueva Liga Bizarro.
- Una versión alternativa del universo de Darkseid apareció en una escena retrospectiva de Liga de la Justicia: Dioses y monstruos (2015), con la voz de Bruce Thomas. Se suponía que Bekka se casaría con su hijo, Orión, como parte de una tregua entre New Genesis y Apokolips solo para que Highfather y su ejército lo mataran a él y a sus seguidores. A diferencia de los cómics y cualquier encarnación, se muestra que esta versión de Darkseid es un buen padre para Orión y posiblemente Kalibak, como lo vio Orion cuando vio a su padre asesinado por Highfather y Orión se sorprende al ver a su padre muerto frente a él.
- Darkseid aparece en Lego DC Comics Super Heroes: Justice League: Attack of the Legion of Doom (2015), con Tony Todd repitiendo el papel. Después de que Lex Luthor y la Legión del Mal fracasan, Darkseid decide tomar el asunto en sus propias manos aliarse con Brainiac.
- Darkseid hace una aparición al final de Teen Titans Go! vs. Teen Titans (2019), con "Weird Al" Yankovic retomando su papel de Teen Titans Go!. Después de los eventos de la película, ataca Jump City, pero los Jóvenes Titanes se niegan a luchar contra él por agotamiento.

### Videojuegos
- Darkseid aparece en Superman: El Juego.
- Darkseid aparece en Justice League Task Force, con la voz del compositor del juego Matt Uelmen.[74]
- Darkseid aparece en el videojuego Superman de 1999 (comúnmente conocido como Superman 64), con Michael Ironside retomando su papel.
- Darkseid aparece en Superman: Shadow of Apokolips, con la voz de Kevin Michael Richardson mientras él y Kanto aún suministran a Intergang, rezando por la destrucción de Superman.
- Darkseid aparece en Justice League Heroes, como el principal antagonista con la voz de por David Sobolov. Brainiac lo libera de su prisión extradimensional y le promete un poder ilimitado. Toma una Caja Madre y un "Hipercubo de Matriz Sensorial" para transformar la Tierra en un Nuevo Apokolips y toma a Superman como premio. La Liga lo derrota y lo envía de regreso a su prisión en el cubo, mientras que la Caja Madre revierte el daño de Darkseid a la Tierra.
- Darkseid aparece en Puzzle & Dragons como el jefe final en la mazmorra "DC Universe Collab".
- Darkseid aparece en DC Universe Online como el jefe final en la redada "Darkseid's War Factory".

#### Mortal Kombat
- Darkseid aparece en Mortal Kombat vs DC Universe, con la voz de Perry Brown. Él y Shao Kahn son los villanos clave en el cruce, aunque ambos son personajes jugables. En la trama del juego, Darkseid intentó conquistar la Tierra con la ayuda de Lex Luthor, pero fue frustrado por Superman. Al intentar retirarse a Apokolips a través de un tubo boom, Darkseid fue golpeado por la visión de calor de Superman, por lo que estaría demasiado herido para regresar pronto. Desafortunadamente, esto sucedió al mismo tiempo que Lord Raiden estaba golpeando a Shao Kahn con un rayo mientras intentaba abandonar Earthrealm. La energía resultante hizo que los portales se unieran y fusionaran a Darkseid con Shao Kahn para crear a Dark Kahn. La conciencia de Darkseid y Shao Kahn no parecía tener ningún control sobre su cuerpo compartido, solo estaba preocupado por la violencia sin sentido. Cuando Dark Kahn fue destruido, Darkseid terminó en el universo de Mortal Kombat por accidente, encadenado en el Netherrealm. En su final, Shang Tsung cometió el error de intentar robar su alma por poder; Darkseid invirtió el hechizo y tomó el del mago. Restaurado a toda su fuerza, Darkseid ganó un súbdito en el mago debilitado.
- Se lanzó un aspecto inspirado en Darkseid para el personaje Geras como una adición de contenido descargable en Mortal Kombat 11.

#### Lego
- Darkseid aparece como un personaje jugable en Lego Batman 3: Beyond Gotham, con la voz de Travis Willingham.
- Darkseid aparece como un personaje jugable en Lego DC Super-Villains, con Michael Ironside retomando su papel.[75][76] El envía al Sindicato del Crimen de América para encontrar la Ecuación Anti-Vida, obligando a la Liga de la Justicia y la Legión del Mal a unir fuerzas para derrotarlo. Después de su derrota, Darkseid y sus secuaces tienen sus mentes alteradas por el personaje personalizado del jugador, el "Novato", y se vuelven amables temporalmente. En una escena posterior al crédito, se muestra que Darkseid todavía está bajo los efectos de los poderes del Novato cuando es atacado por el Anti-Monitor.

#### Injustice
- Darkseid aparece en Injustice: Dioses entre nosotros. Se le ve sentado en su salón del trono hasta que cualquier héroe o villano es teletransportado a Apokolips desde el Salón de la Justicia a través de un Boom Tube. Luego ataca al personaje con sus Omega Beams, enviando al individuo volando de regreso al Boom Tube. Darkseid también está disponible como personaje jugable en la versión iOS del juego.
- Darkseid aparece como un personaje DLC en el juego de lucha Injustice 2 de 2017, nuevamente con la voz de Michael-Leon Wooley.

## Recepción
Darkseid fue clasificado como el sexto villano más grande de cómics de todos los tiempos por IGN y el vigésimo tercer villano más grande de todos los tiempos por la revista Wizard.